# Billy Joe Shaver

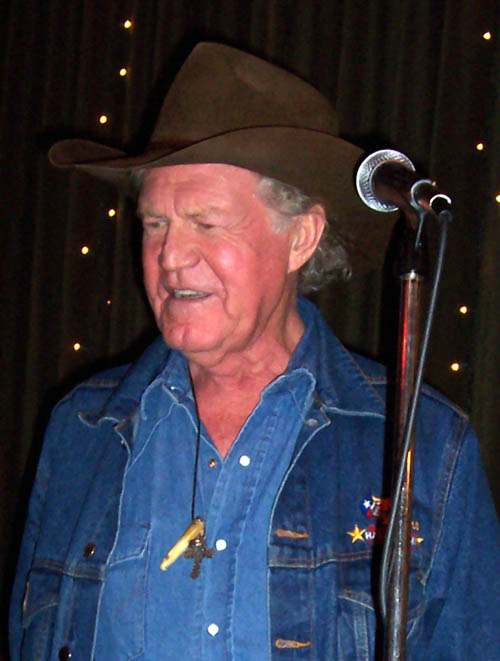
Billy Joe Shaver, 2007

Billy Joe Shaver (* 16. August 1939 in Corsicana, Texas; † 28. Oktober 2020 in Waco, Texas) war ein US-amerikanischer Country-Sänger und Songwriter.

## Leben
Billy Joe Shaver wuchs mit einer älteren Schwester bei seiner Mutter Victoria Watson Shaver auf; der Vater hatte die Familie vor seiner Geburt verlassen. Da seine Mutter in einem Nachtclub in Waco arbeitete, verbrachte Shaver als Kind viel Zeit bei der Großmutter im texanischen Corsicana. Nach der achten Klasse verließ Shaver die Schule und verdingte sich als Baumwollpflücker. Am Tag seines siebzehnten Geburtstags schrieb er sich bei der U.S. Navy ein. Nach seinem Armeedienst nahm er etliche Aushilfsjobs an, unter anderem versuchte er sich als Rodeoreiter. 
In dieser Zeit lernte er Brenda Joyce Tindell kennen, die er heiratete. Die beiden bekamen 1962 ihren Sohn John Edwin, der unter dem Namen Eddy Shaver selbst Country-Musiker wurde. Als das Kind da war, heuerte Shaver in einer Sägemühle an. Eines Tages geriet er mit seiner rechten Hand in die Maschine und verlor zwei Finger fast vollständig. Die Shavers ließen sich mehrmals scheiden und heirateten wieder – es gab drei Hochzeiten und zwei Scheidungen. 1999 starben kurz hintereinander seine Mutter und seine Frau an Krebs, im Jahr darauf starb sein Sohn.
Shaver veröffentlichte 1973 sein Debütalbum Old Five and Dimers. Dieses und seine nächsten Alben in den 1970er Jahren wurden nur von einer kleinen Country-Gemeinde wahrgenommen. Daran änderte sich auch nichts durch die fast ausschließliche Verwendung von Shavers Songs durch den Country-Star Waylon Jennings auf dessen Album Honky Tonk Heroes (1973). Billy Joe Shaver war jahrelang außerhalb von Texas nur einer kleinen Gruppe von Country-Fans bekannt – nicht einmal Elvis Presleys Version seines Songs You Asked Me To konnte daran etwas ändern.
In seinen Songs thematisierte Shaver immer wieder das Leben der einfachen Menschen, die, wie er in Georgia on a Fast Train sagt, „über acht Jahre Schule und eine gute christliche Erziehung“ verfügen. Im selben Song spricht er auch das Verlassenwerden von den Eltern an. Auch wenn es bei Shaver selbst der Vater war, heißt es im Lied mit einem Paradoxon: „Es heißt, meine Mutter verließ mich einen Tag vor meiner Geburt.“ Fast alle seine Songs haben Hooklines, also Zeilen, die als Zitat oder Paradoxon für sich selbst stehen. Shaver erzählt in der rauen, grammatikalisch oft unsauberen Sprache der Landbevölkerung von essenziellen Dingen. 
Weitere Songs, die u. a. das Selbstbewusstsein einer unterprivilegierten Schicht schildern, sind Oklahoma Wind, Honky Tonk Heroes, Music City USA, Live Forever und Old Five and Dimers Like Me. Ein großer Teil seiner Stücke wurde von anderen Künstlern aus vielen Genres aufgenommen, neben Presley unter anderem von Bobby Bare, Bob Dylan, Kris Kristofferson, Emmylou Harris und Johnny Cash. Cash sagte einmal, er habe sich den Billy-Joe-Shaver-Song Old Chunk of Coal jeden Morgen in der Alkohol- und Drogenrehabilitation vorgesungen, um sich selber Mut zu machen. 2006 wurde Shaver in die „Texas Country Music Hall of Fame“ aufgenommen. Am 6. Dezember 2007 erhielt er eine Grammy-Nominierung für sein Country-Gospel-Album Everybody’s Brother.
Shaver wurde im September 2008 in Waco (Texas) angeklagt, im April 2007 einen Mann in einer Bar in Lorena (Texas) mit einer Schusswaffe im Gesicht verletzt zu haben. Die Anklage lautete auf schwere Körperverletzung mit einer tödlichen Waffe sowie die unerlaubte Mitnahme einer Handfeuerwaffe in eine Gaststätte. Das Geschworenenverfahren gegen ihn endete im April 2010 mit einem Freispruch hinsichtlich des Vorwurfs der schweren Körperverletzung. Vertreten wurde Shaver in diesem Prozess durch den prominenten Strafverteidiger Dick DeGuerin aus Houston, der früher bereits Klienten wie David Koresh verteidigt hatte. DeGuerin hatte den Fall pro bono übernommen, als Zeuge wurde u. a. der Schauspieler Robert Duvall verhört. Dale Watson schrieb über den Vorfall den Song Where Do You Want It?, der auch von Whitey Morgan veröffentlicht wurde. Auch David Waddell & Hellbound Train thematisierten den Vorfall in einem Song mit dem Titel Way Down Texas Way; darin wird Shaver als one of the chosen few beschrieben, also als Auserwählter.

## Diskografie

### Alben
- Old Five and Dimers Like Me (1973)
- When I Get My Wings (1976)
- Gypsy Boy (1977)
- I’m Just an Old Chunk of Coal … But I’m Gonna Be a Diamond Someday (1981)
- Billy Joe Shaver (1982)
- Salt Of The Earth (1987)
- Tramp on Your Street (1993)
- Honky Tonk Heroes (1994)
- Unshaven: Live at Smith’s Olde Bar (1995)
- Restless Wind: The Legendary Billy Joe Shaver: 1973–1987 (1995)
- Highway of Life (1996)
- Victory (1998)
- Electric Shaver (1999)
- The Earth Rolls On (2001)
- Freedom’s Child (2002)
- Live From Down Under (with Kinky Friedman) (2002)
- Try and Try Again (2003)
- Billy and the Kid (2004)
- A Tribute to Billy Joe Shaver (2005)
- The Real Deal (2005)
- Greatest Hits (2007)
- Storyteller. Live at the Bluebird 1992(2007)
- Everybody’s Brother (2007)
- Live at Billy Bob’s Texas (2012)
- Long in the Tooth (August 2014)

## Filme
- 1996 Apostel!
- 2003 Löwen aus zweiter Hand
- 2004 A Portrait of Billy Joe, Dokumentation über Shavers Leben von Luciana Pedraza
- 2005 The Wendell Baker Story
- 2008 Bait Shop, Regie: C. B. Harding

## Schriften
- Honky Tonk Hero. University of Texas Press (März 2005)